# Rojava (Region)

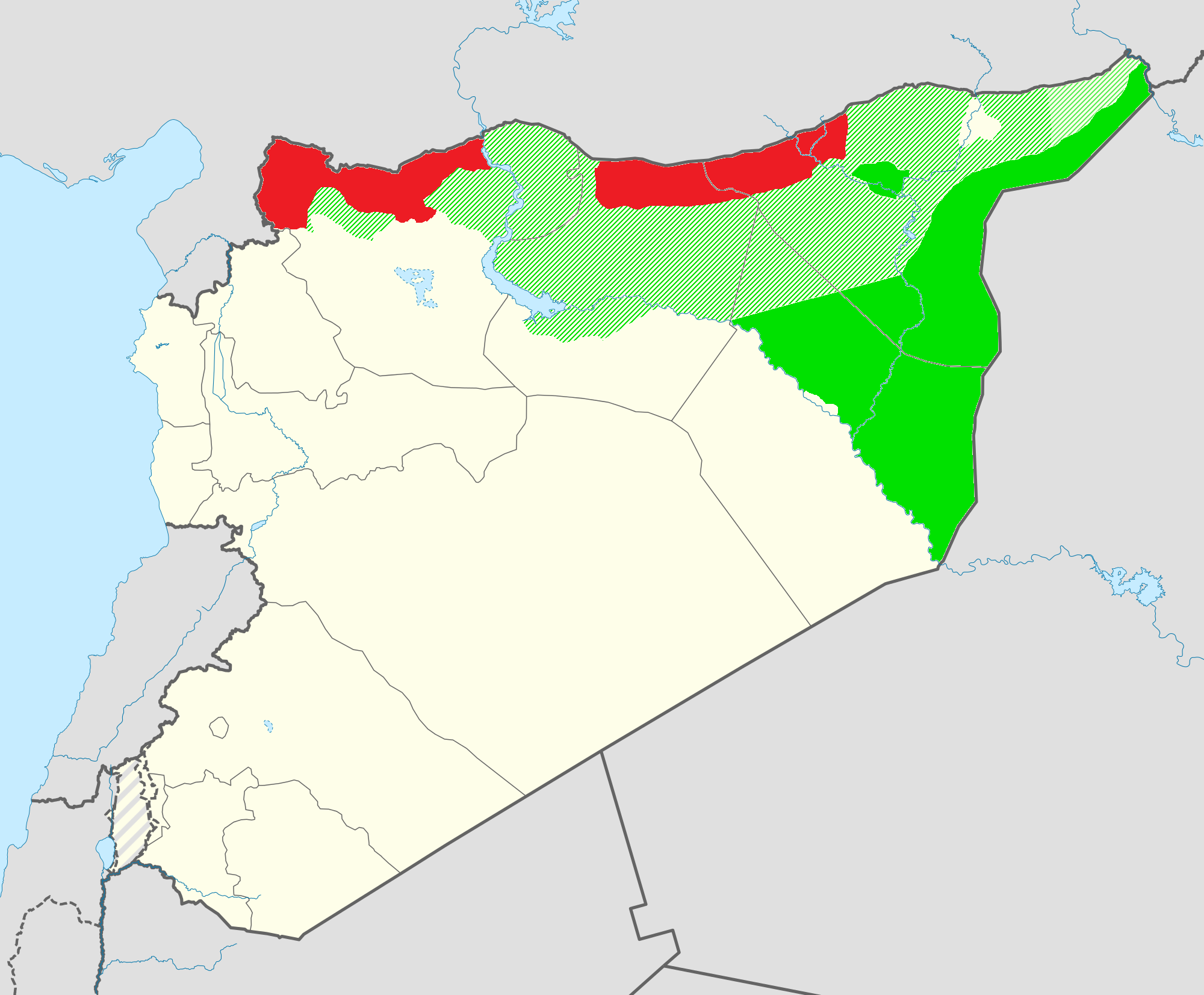
Rojava mit den rot gefärbten Gebieten, die von der Türkei militärisch besetzt sind.

Rojava, gesprochen Rodschawa (kurdisch رۆژاڤا [roʒɑːˈvɑ]; arabisch روج آفا Rudschafa, DMG rūǧ ʾāfā), auch Syrisch-Kurdistan oder Westkurdistan (رۆژاڤایا کوردستانێ Rojavayê Kurdistanê, deutsch ‚Kurdistan, wo die Sonne untergeht‘; كردستان الغربية Kurdistan al-gharbiya, DMG Kurdistān al-ġarbiyya), ist eine Region im Norden Syriens, in der Kurden leben beziehungsweise die Mehrheit bilden.
Das Gebiet beinhaltet drei nicht aneinandergrenzende Provinzen entlang der türkischen und irakischen Grenze: Afrin im Nordwesten, Kobanê im Norden und die sogenannte Dschasira im Nordosten. Mehrere Militäroperationen der Türkei mit ihren arabisch-syrischen Verbündeten (u. a. dschihadistische Rebellengruppen) führten 2018 zu Besatzungszonen sowie gewaltsamen Vertreibungen der einheimischen kurdischen Bevölkerung, wie z. Bsp. in Afrin oder Serêkanî (Ras ul-Ain).
Rojava oder Syrisch-Kurdistan ist neben Iranisch-Kurdistan (Ostkurdistan), Türkisch-Kurdistan (Nordkurdistan) und Irakisch-Kurdistan (Südkurdistan) eines der vier Teile, die gemeinsam die historischen Siedlungsgebiete der Kurden namens Kurdistan bilden.